# Aoao
株式会社aoao（アオアオ）は東京都にある芸能事務所。
2015年2月、主に俳優、タレントのマネージメントを行う芸能プロダクションとして設立。

## 所属タレント
- 山﨑翠佳
- 柿木理紗

## 過去の所属タレント

### 男性
- 伊藤健太郎（→イマージュエンターテインメント）
- 田中偉登（→Andmo）
- 天田暦（→Andmo）
- 新井和之
- 蒼井旬（→Andmo）
- 奈須田雄大
- 山本篤士
- 真田大誠
- 岡田佳大（→Andmo）
- 渡邉甚平（2021年4月enchante移籍。）

### 女性
- 宮地真緒（2017年8月よりホリ・エージェンシーから移籍→2020年5月15日退所→Andmo）
- 手塚真生（2020年6月プロフィール削除済→Andmo）